# Dominik Simon
Dominik Simon, född 8 augusti 1994, är en tjeckisk professionell ishockeyspelare som spelar för Anaheim Ducks i NHL.
Han har tidigare spelat på NHL-nivå för Pittsburgh Penguins och Calgary Flames och på lägre nivåer för Stockton Heat och Wilkes-Barre/Scranton Penguins i AHL samt HC Sparta Prag och HC Škoda Plzeň i Extraliga.
Simon draftades i femte rundan i 2015 års draft av Pittsburgh Penguins som 137:e spelare totalt.

## Statistik
| 2012–2013        | HC Sparta Prag                 | Extraliga        | 18  | 1  | 1  | 2  | 0  | —  | — | — | — | —  |
| 2013–2014        | HC Sparta Prag                 | Extraliga        | 46  | 7  | 4  | 11 | 4  | 10 | 1 | 1 | 2 | 6  |
| 2014–2015        | HC Škoda Plzeň                 | Extraliga        | 52  | 18 | 12 | 30 | 20 | 4  | 1 | 2 | 3 | 4  |
| 2015–2016        | Pittsburgh Penguins            | NHL              | 2   | 0  | 1  | 1  | 0  | —  | — | — | — | —  |
|                  | Wilkes-Barre/Scranton Penguins | AHL              | 68  | 25 | 23 | 48 | 36 | 7  | 1 | 1 | 2 | 2  |
| 2016–2017        | Pittsburgh Penguins            | NHL              | 2   | 0  | 1  | 1  | 0  | —  | — | — | — | —  |
|                  | Wilkes-Barre/Scranton Penguins | AHL              | 70  | 15 | 31 | 46 | 18 | 4  | 0 | 3 | 3 | 0  |
| NHL totalt       | NHL totalt                     | NHL totalt       | 5   | 0  | 2  | 2  | 0  | —  | — | — | — | —  |
| AHL totalt       | AHL totalt                     | AHL totalt       | 138 | 40 | 54 | 94 | 54 | 11 | 1 | 4 | 5 | 2  |
| Extraliga totalt | Extraliga totalt               | Extraliga totalt | 116 | 26 | 17 | 43 | 24 | 14 | 2 | 3 | 5 | 10 |